# María Martelo
María T. Martelo es una climatóloga venezolana. Martelo ha trabajado en un centro de investigación adscrito al Directorado de Hidrología y Meteorología del Ministerio del Ambiente y de Recursos Naturales, enfocándose en fenómenos meterelógicos extremos.
Debido a su investigación, Martelo fue designada como nombrado al Grupo Intergubernamental de Expertos sobre el Cambio Climático. En 2007, como vicepresidente del Grupo de Trabajo I: La Base de Ciencia Física del Cambio de Clima, estuvo involucrada en el Cuarto Informe de Evaluación del IPCC. Fue sucedida en el IPCC a comienzos de 2007 por Miriam Diaz como nueva designada del gobierno venezolano.